# تریتون (زبان برنامه‌نویسی)
تریتون (به انگلیسی: Triton) یک زبان برنامه‌نویسی و کامپایلر برای نوشتن اصول اولیه یادگیری عمیق کارآمد و سفارشی است که توسط اوپن‌ای‌آی توسعه یافته‌است. هدف تریتون ارائه یک محیط منبع باز برای نوشتن کد سریع با بهره‌وری بالاتر از کودا ولی با انعطاف‌پذیری بالاتر نسبت به سایر زبان خاص دامنه موجود است.

## سازگاری

### پلتفرم‌های پشتیبانی‌شده
- لینوکس

### سخت‌افزار پشتیبانی‌شده
- پردازنده‌های گرافیکی انویدیا (قابلیت محاسبه ۷٫۰+)
- در حال توسعه: پردازنده‌های گرافیکی و مرکزی ای‌ام‌دی